# کک (حشره)
کَک (flea)، حشره بدون بال، خون‌خوار، بسیار ریز و از راستهٔ نوربالان است که کمتر از ۴ میلی‌متر طول دارد. کک‌ها حرکت‌های جهشی دارند. کک‌ها بیشتر از پستانداران و گاهی از پرندگان خون‌خواری می‌کنند. به‌طور کلی از ۳۰۰ گونه کک، فقط ۱۲ گونه به انسان حمله می‌کنند. مهم‌ترین گونه‌های کک، کک جوندگان، کک انسان، کک گربه (نام علمی: Ctenocephalides felis) و کک سگ (نام علمی: Ctenocephalides canis) هستند. گزش آن‌ها باعث تحریک، ناراحتی شدید و خونریزی می‌شود. کک جوندگان ناقل مهم طاعون خیارکی و تیفوس هستند.
کک‌های گربه که کرم‌های نواری (سستودها) را منتقل می‌کند، عموماً در آمریکا دیده شده‌اند و در موارد نادر با خود بیماری‌هایی را حمل می‌کنند.
کک‌های سگ عموماً در اروپا یافت می‌شوند و عمومی‌ترین انگل در سگ‌ها از طریق این موجودات منتقل می‌شود.
کک تونگا (کک شنی یا کک انسان) پوست انسان را سوراخ کرده، و باعث عفونت می‌شود و همچنین کک تونگا در بدن انسان و جانور تخمگذاری می‌کند که به این تخم‌ها جیگر (jigger) می‌گویند که اگر از بدن با جراحی کوچک خارج نشوند موجب عفونت خونی و پوستی یا حتی مرگ می‌شوند. کک‌هایی که انسان را می‌گزند در بیشتر نقاط جهان یافت می‌شوند. کک‌ها از جمله انگل‌هایی هستند که از جانوران به انسان منتقل می‌شود. کک‌ها می‌توانند به لباس‌ها یا جانور شما بچسبند. آن‌ها در حیاط‌ها، پرورشگاه‌های سگ و گربه، جنگل‌ها و پارک‌ها یا در مکان‌های دیگری که جانوران در آنجا زندگی می‌کنند یافت می‌شوند، چون برای کک‌ها این‌ها مکان‌هایی هستند که می‌توانند میزبان‌های خود را پیدا کرده و تولیدمثل کنند.
گزش کک‌ها بسیار آزاردهنده است و باعث تورم و قرمزی می‌شود به طوری‌که خارش شدید و مداوم محل گزیده شده می‌تواند منجر به زخم شدن پوست و خونریزی و در صورت عدم رسیدگی منجر به عفونت شود. محل گزش با سوزش و بالارفتن دمای بدن در محل موردنظر همراه است و کوچک‌ترین تحریک پوستی آزاردهنده و خارش‌آور خواهد بود. گزش در نواحی از بدن که پوست نازکی دارند مانند مچ پا ودست یا در کودکان و افرادی با پوست ظریف و نازک التهاب بیشتری به همراه دارد و جای نیش به‌صورت لکه‌ای تیره تا ماه‌ها یا حتی بیشتر باقی خواهد ماند

## چرخهٔ زندگی
چرخهٔ زندگی کک‌ها شامل ۴ مرحله تخم، لارو، شفیره و بالغ است. یک کک ماده می‌تواند در روز ۵۰ تا تخم بگذارد! تخم کک‌ها حدود ۰٫۵ میلی‌متر طول دارد، تخم مرغی شکل و سفید می‌باشد. کک روی میزبان خود تخم‌گذاری می‌کند، که این تخم‌ها از بدن میزبان روی فرش، زمین، خاک یا هر جای دیگری می‌افتند و در شرایطی که دمای هوا اندکی بالا و هوا نسبتاً مرطوب باشد می‌توانند دوام بیاورند و چرخهٔ زندگی خود را کامل کنند. بر اساس تحقیقات آزمایشگاهی فقط ۵۰٪ از تخم‌های هر کک به لارو تبدیل می‌شوند و در حدود ۳۵٪ از لاروها موفق به تنیدن پیله و تشکیل پوپ می‌گردند. اما از کل تخم‌های اولیهٔ کک فقط ۵٪ آن‌ها به حشرهٔ بالغ تبدیل می‌گردند.
کک‌های بالغ ۱–۴ میلی‌متر طول و بدنی بیضی‌شکل دارند و در طرفین فشرده و بدون بال هستند. همچنین پاهای آن‌ها رشد مناسبی داشته و برای جهیدن سازگاری دارند.
در عرض ۱۰ روز پس از قرار گرفتن تخم در محیط مناسب، لارو کرم مانندی که فاقد ضمائم حرکتی است خارج می‌شود. این لاروها از زیر سطح خاک حرکت می‌کنند یا اگر داخل اتاق باشد به داخل فرش‌ها یا شکاف‌های کف نفوذ می‌کنند، لاروها از مدفوع کک‌های بالغ تغذیه می‌کنند و در عرض ۵–۱۲ روز پیله‌ای ابریشم‌مانند در اطراف خود تولید و در آن شفیره‌گذاری می‌کنند. خروج حشرهٔ بالغ از پیله بسته به شرایط ممکن است از ۵ تا ۱۴۰ روز طول بکشد، پس از خارج شدن حشرهٔ بالغ از پیله، خود را به میزبانش می‌رساند و ادامهٔ عمرش را که حدود ۱۰۰ روز می‌باشد روی میزبان سپری می‌کند و از او تغذیه می‌نماید.
چرخهٔ زندگی کک معمولاً در عرض ۳–۴ هفته کامل می‌شود. کک‌ها ۴۸ ساعت پس از اولین خونخواری، جفت‌گیری کرده و به تولید تخم می‌پردازند. کک‌ها نسبت به سرما حساسند و در زمستان قادر به تحمل سرمای هوای بیرون از منزل نیستند و در ساختمان‌هایی که هوای گرم و مرطوب و غذای کافی وجود دارد به سر می‌برند.
کک با اسپری حشره کش نیز از بین می‌رود ولی پودرهای سمی جامد هیچ‌گونه تأثیری بر روی کک‌ها ندارد. منبع تغذیه کک بهر نحویی باید گرفته شود؛ مثلاً اگر حیوان خانگی مثل مرغ و خروس در حیاط دارید باید از آن مکان دور شوند چون کک در حیاط نیز تجمع کرده و در صورت از بین بردن آنها در داخل منزل می‌توانند به شلوار شما چسبیده و دوباره وارد منزل شوند.